# Mossman (Queensland)
Mossman ist eine Kleinstadt in Australien, die nördlich von Cairns am Captain Cook Highway gelegen ist. Mossman gilt als Zentrum der Zuckerherstellung in der Region. Westlich von Mossman liegt die Mossman-Schlucht (Mossman Gorge) am Mossman River.

## Geschichte

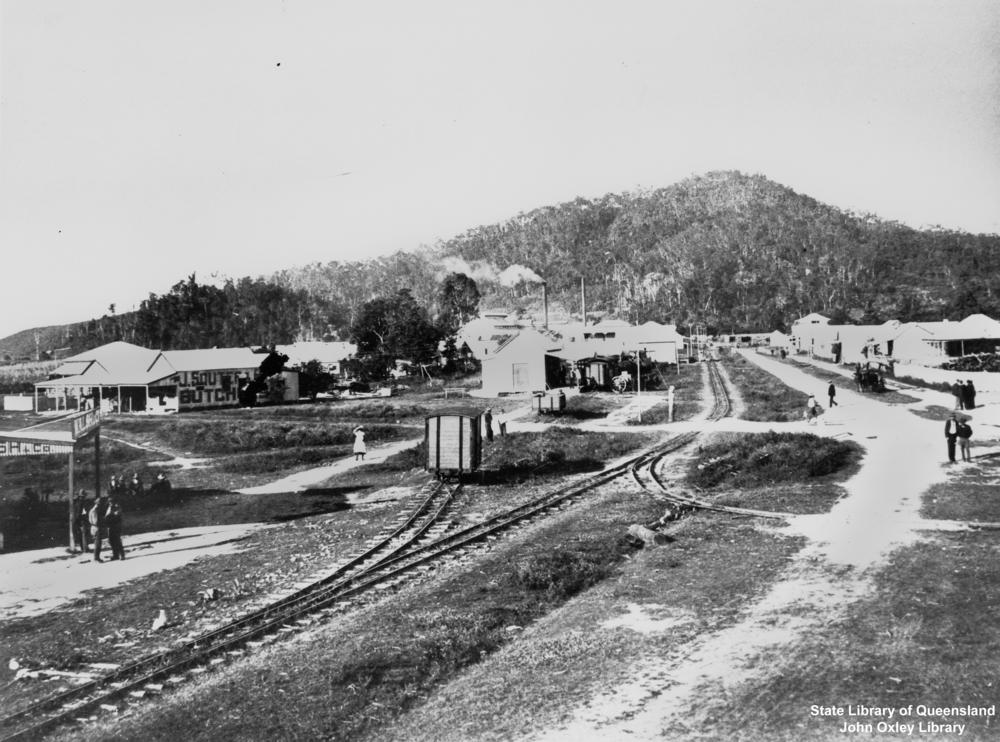
Blick auf Mossman ca. 1910

Auf dem heutigen Gebiet von Mossman wurde wenige Monate nach der Gründung von Port Douglas 1877 erstmals eine Farm erbaut. Mitte der 1880er Jahre gab es bereits mehrere Anwesen am Mossman River, auf denen Zuckerrohr, Mais, Zitrusfrüchte und Bananen angebaut wurden. Eine erste Zuckermühle war 1883 nicht ertragreich und stellte den Betrieb nach zwei Saisons ein. 1893 wurde eine weitere Zuckermühle geplant, die 1897 ihren Betrieb aufnahm. Eine Trambahn verband die Mühle mit dem Fluss, weitere Schienen wurden bis 1899 zu den Zuckerrohrfeldern angelegt. 1900 wurde die Tramverbindung bis nach Port Douglas verlängert, so dass der Zucker an dem dortigen Hafen verladen werden konnte. 
Mossman wuchs schnell. Neben 35 Farmern gab es 1899 einen Postboten, einen Schmied, Metzger, Bäcker, Maler, Spediteur, eine Grundschule und ein Hotel in Mossman. 1902 gab es bereits vier Hotels, eine Kunstschule und ein Geschäft. 1906 wurde eine katholische Kirche errichtet. 1908 gab es daneben eine Bank, einen Pferderennclub, eine Drogerie und ein Textilgeschäft. In den 1920er Jahren gewann der Ort weiter an wirtschaftlicher Bedeutung und wurde 1933 der Sitz des Shires und des Gerichts.  In der Folge wurde die Bedeutung Mossmans durch die Fertigstellung des Captain Cook Highway weiter gefördert. Auch das Krankenhaus wurde 1930 nach Mossman verlegt. 1933 lag die Bevölkerungszahl bei 1285, 1966 bei 1614. Die höchste Bevölkerungszahl erreichte Mossman 2001 mit 1941 Bewohnern. 2016 wurden 1762, 2021 1744 Einwohner gezählt.
1952 fand erstmals eine Landwirtschaftsausstellung in Mossman statt.